# Simon Stevin (schip, 2010)
De Simon Stevin van de baggermaatschappij Jan De Nul Group is momenteel de grootste stenenstorter ter wereld.

## Beschrijving
Het schip werd gebouwd door de scheepswerf ‘La Naval’ in Sestao (Bilbao, Spanje) en werd operationeel begin november 2009. Het dankt zijn naam aan het geavanceerde systeem waarbij de pijpen, ondanks de bewegingen van het schip, in dezelfde positie blijven ten opzichte van de grond en daarmee berust op het natuurkundig principe van de wetenschapper, Simon Stevin.
Het 36.000 ton deadweight valpijpschip is uitgerust om stenen te kunnen storten tot een diepte van 2000 m onder de zeespiegel. Naast de extreme operationele diepte bezit de steenstorter ook de unieke eigenschap te kunnen omgaan met rotsblokken tot een grootte van 400 mm, wat meer is dan eender welk ander schip ter wereld.
Van achter naar voor bestaat het schip uit een brug, een laadruim voor steen, de installatie voor het neerlaten en ophalen van de valpijp en ten slotte nog een laadruim voor steen.

## Werking
Het systeem voor het ontplooien van de valpijpen is uiterst geavanceerd en opereert volledig automatisch. Het volledig ontplooien van alle valpijpen en in elkaar zetten duurt zes uur. Na het storten duurt het weer zes uur om de constructie volledig te ontmantelen en op te laden. Onderaan de valpijp bevindt zich een onderwaterrobot (ROV) die in staat is zijn positie accuraat weer te geven en indien nodig bij te sturen. Dit laat toe om uiterst nauwkeurig de stenen te kunnen storten op de locatie van de zeebodem.
De stenen zijn opgeslagen in twee open ruimen aan dek. Elk ruim wordt ontladen door middel van een graafmachine die de stenen dumpt in een hopper. De stenen worden dan via een transportband verder geleid naar de valpijp of overboord, afhankelijk van de opstelling.

## Toepassing
Het schip is vooral actief in de offshoreindustrie in welke olie – en gaspijpen worden geïnstalleerd op grote dieptes. Voor secties van pijpleidingen in ondiep water of bij bescherming van erosie langs offshore platformen bieden grotere stenen een betere stabiliteit. Dit leidt tot een verlaging van het benodigde volume stenen en dus de daarmee verbonden kosten.

## Zusterschip
In 2013 kwam het zusterschip Joseph Plateau in de vaart.